# مارغريت فون در سالي
مارغريت فون در زاله (1522-6 يوليو 1566)؛ هي امرأة ألمانية نبيلة ووصيفة في البلاط، وكذلك الزوجة المرغنطية لـ فيليب الشهم لاندغراف هسن.
هي ابنة هانس فون در زاله وزوجته آنا فون ميلتيتس.

## الزواج
أتت إلى بلاط لاندغريفية هسن لتعمل كوصيفة، وهناك التقت مارغريت بـ لاندغراف فيليب ذو السابعة عشرة، تمنى فيليب أن يتزوج فون در زاله بطريقة أخلاقية بدلاً من الاحتفاظ بها كعشيقة، لأن الزنا سيؤدي به إلى تشويه سمعته الدينية، وكذلك لم يرغب في تطليق زوجته كريستين الساكسونية، لأنه كان يعتقد أن الطلاق له نفس القدر من الخطيئة، وفي 10 ديسمبر 1539 بعد أن تلقى الدعم من مارتن لوثر، بحجة أن الجمع بين زوجتين أفضل من الطلاق، أقيم حفل الزفاف في 4 مارس 1540 بـ قلعة روتنبورغ وكان من الحضور مارتن بوسر وفيليب ميلانكتون، لم تشارك در زاله في البلاط أبداً، بحيث أقامت في منزل بجوار الساحة في شبانغنبرغ.
كان لتعدد الأزواج بين مارغريت وفيليب تأثير سلبي على الإصلاح، وفي 1562 خلال وصيته منح فيليب لأبنائه المرغنطيين كونتية ديتس.

## الذرية
أنجبت مارغريت لزوجها تسعة أبناء:-
1. فيليب كونت ديتس (12 مارس 1541 - 10 يونيو 1569).
2. هيرمان كونت تسو ديتس (12 فبراير 1542 - حوالي 1568).
3. كريستوفر إرنست كونت تسو ديتس (16 يوليو 1543 - 20 أبريل 1603).
4. مارغريتا كونتيسة تسو ديتس (14 أكتوبر 1544 - 1608)؛ تزوجت مرتين، لها ذرية.
5. ألبريشت كونت تسو ديتس (10 مارس 1546 - 3 أكتوبر 1569).
6. فيليب كونراد كونت تسو ديتس (29 سبتمبر 1547 - 25 مايو 1569) ،
7. موريتس كونت تسو ديتس (8 يونيو 1553 - 23 يناير 1575).
8. إرنست كونت تسو ديتس (12 أغسطس 1554 - 1570).
9. آنا كونت تسو ديتس (1557 - 2/5 يناير 1558).